# Wiltshire
Wiltshire (pronunciat /ˈwɪltʃər/ o /ˈwɪltʃɪər/) i abreujat Wilts, és un gran comtat del sud d'Anglaterra. Fa frontera amb Hampshire, Dorset, Somerset, Gloucestershire, Oxfordshire i Berkshire. Conté un districte amb categoria d'autoritat unitària, Swindon, i la resta del territori està governat pel consell de Wiltshire. La capital és Trowbridge, situada a l'oest del comtat, que va ser escollida al segle xix en substitució de la capital històrica, Wilton, i d'altres ciutats amb tradició administrativa perquè era la més fàcilment accessible per ferrocarril.
El comtat, que cobreix 3.476 km², es caracteritza per les seves amples valls i és molt conegut pels monuments prehistòrics que conté. Els habitants d'aquest comtat tenen el sobrenom de moonrakers a causa d'una història relacionada amb el contraban.

## Geografia
Dos terços de Wiltshire, una contrada força rural, estan sobre roca de creta, un material blanc i porós relativament resistent a l'erosió que li confereix un aspecte ondulat al paisatge. Aquestes roques formen part del sistema de turons del sud d'Anglaterra, que va des dels Dorset Downs fins a l'est. L'àrea més extensa de creta a Wiltshire és la plana de Salisbury, que està aprofitada com a terres de conreu i com a camps d'entrenament per l'exèrcit. El punt més elevat del comtat són dos turons, Tan Hill i Milk Hill, que formen la vall del Pewsey, just al nord de la plana de Salisbury, a 295 msnm.
Els turons de Wiltshire s'estenen des del nord-est, a l'oest de Berkshire, on estan els Marlborough Downs, fins al sud-oest, cap a Dorset, on està Cranborne Chase. Cranborne Chase, que marca la frontera té, igual com la plana de Salisbury, moltes restes arqueològiques de l'edat de pedra de l'edat del bronze. Els Marlborough Downs formen part d'una àrea declarada de destacada bellesa natural (AONB) que es diu North Wessex Downs i que abasta 1.730 km².
Al nord-oest del comtat, en el limit amb el sud de Gloucestershire, el substrat de roca està format per oòlits i la mateixa pedra calcària dels Cotswolds, ja que una part de la regió protegida dels Cotswolds està en el racó nord-oest de Wiltshire.
Entre les àrees de turons de creta i pedra calcària hi ha valls solcats per valls on abunda l'argila. La més gran d'aquestes valls és la del Avon. Aquest riu talla en diagonal el nord del comtat, passant per Bradford-on-Avon, Bath i Bristol. La vall del Pewsey s'obre pas entre la pedra sorrenca verda (que conté feldespat i glauconita) i les argiles d'Oxford, al centre del comtat. Al sud-oest està la vall del Wardour, que és una zona arenosa propera al New Forest.
Atès que la creta és un material porós, a la zona dels turons hi ha poca aigua en superfície i les poblacions estan situades a prop de llocs humits, com Salisbury que està situada entre la plana homònima i uns aiguamolls.

## Història

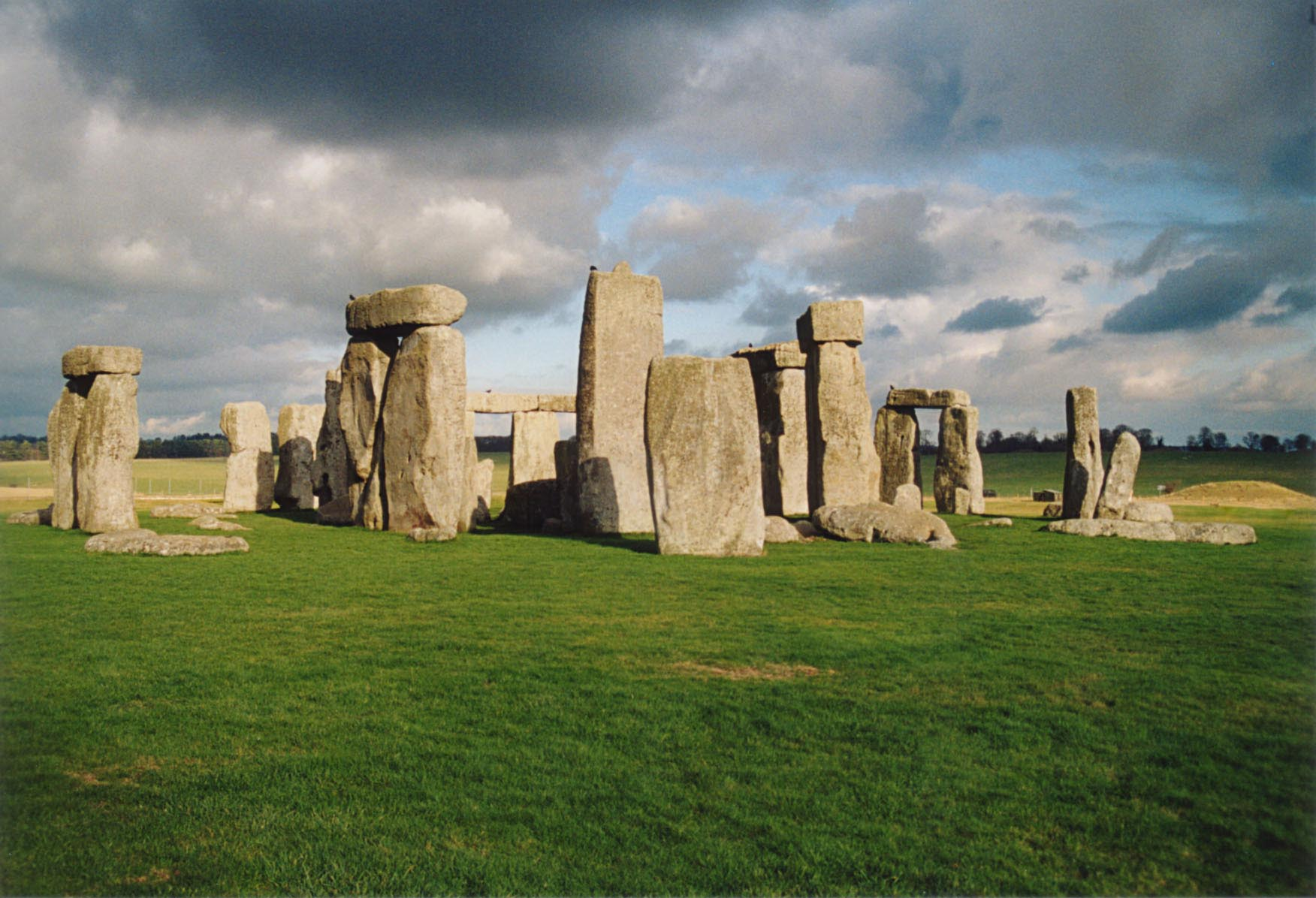
Stonehenge

Wiltshire destaca per les restes arqueològiques anteriors a la conquesta romana. El territori va estat habitat durant el Mesolític, el Neolític i l'edat del bronze. Stonehenge i Avebury són potser les retes arqueològic més conegudes del Regne Unit.
Entre els segles vi i vii Wiltshire eren les terres més a l'oest que van ocupar els colons saxons, ja que el desnivell que forma l'altiplà de Cranborne Chase i els aiguamolls de Somerset, eren una barrera natural que dissuadia avançar més cap a l'oest. la batalla de Bedwyn es va lluitar el 675 entre Escuin, un noble de Wessex que havia usurpat el tron a la reina Saxburga, i el rei Wulfhere de Mèrcia. El 878 els vikings van envair la contrada que al segle ix va començar a dir-se Wiltunscir, i més tard escrit Wiltonshire, cosa que indicava que la capital era Wilton. El comtat estava dividit en 30 hundreds, els quals es van mantenir fins al 1835:
En l'època del Domesday Book la principal activitat econòmica era la pagesia: s'esmenten 390 molins i vinyes a Tollard i Lacock. En els segles següents el pasturatge va portar a la confecció de teixits de llana que els monestirs de Stanley exportava cap als mercats de Florència i Flandes als segles xiii i xiv.
Durant la guerra civil que es va produir al segle xvii, Wiltshire va estar dominat principalment pels parlamentaris, encara que la batalla de Roundway Down, que es va lluitar a prop de la vila de Devizes, va ser una victòria del bàndol reialista.
L'any 1794 es va decidir en una taverna de Devizes, la Bear Inn, alçar un cos de tropes de voluntaris, els yeomen, que més endavant formarien oficialment el cos de Royal Wiltshire Yeomanry.

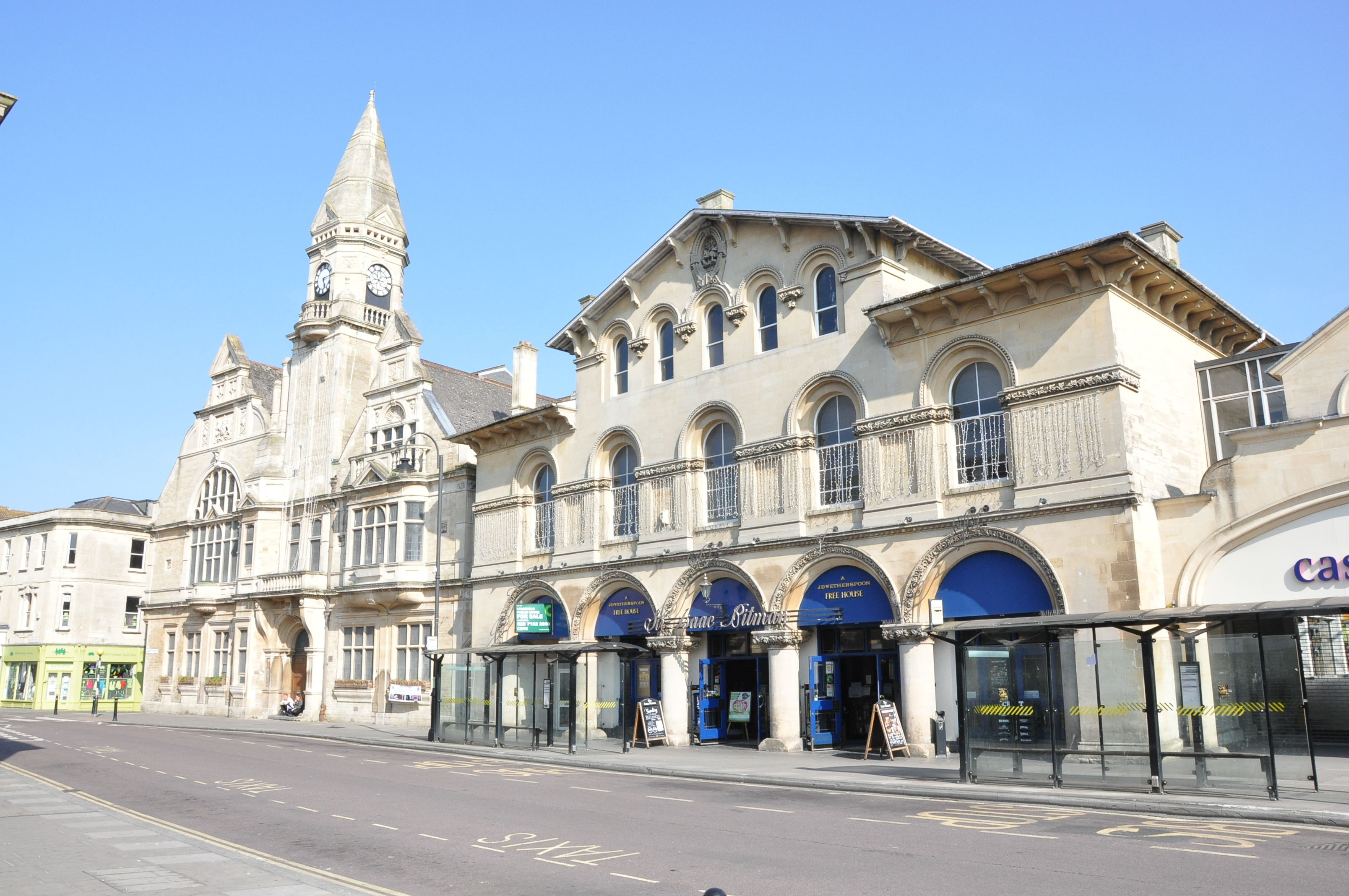
El Consell de Wiltshire a Trowbridge

Vers el 1800 es van construir els canals del Kennet i l'Avon Canal que van millorar els transports a Wiltshire, per ser un enllaç ràpid amb Bristol i Londres fins que es va la línia de ferrocarril Great Western.
Quan el 1832 es va constituir el modern comtat de Wiltshire es va dubtar si establir la capital a Wilton, a Devizes, o Salisbury. La primera ho havia estat en l'edat mitjana, però feia segles que els tribunals es reunien alternativament a les altres dues ciutats. Finalment van escollir Trowbridge perquè s'hi podia accedir amb tren des de tots els llocs del comtat.
Actualment el comtat cerimonial de Wiltshire consisteix en dos districtes amb categoria d'autoritats unitàries: la primera es diu igual que el comtat, Wiltshire, i la segona és Swindon. Anteriorment a la reforma estructural del 2009, Wiltshire estava dividit en cinc districtes: Swindon, Kennet, Wiltshire Nord, Salisbury i Wiltshire Oest, que a més de tenir els respectius consells administratius depenien del Consell del Comtat de Wilshire. L'1 d'abril del 2009 aquestes quatre d'aquestes autoritats es van fusionar en una sola anomenada Consell de Wiltshire.

## ElsMoonrakers
Un sobrenom emprat per referir-se a la gent de Wiltshire és "moonrakers", que literalment vol dir «els que rasclegen la lluna». Això es va originar quan uns contrabandistes van amagar begudes alcohòliques per burlar el pagament de l'impost sobre aquest producte, probablement brandi francès, que van ficar en barrils o bótes, a dins d'un estany. Quan es van trobar amb els cobradors van passar un rasclet només per la superfície de l'aigua perquè no es notés que a baix hi havia el licor, però es van formar ones a l'estany i llavors va ser evident que a baix hi havia alguna cosa i,per justificar-ho, van dir que els havia caigut un formatge al fons i van assenyalar el reflex de la lluna plena. Els oficials els van prendre per babaus i van marxar, de manera que van poder continuar amb la seva activitat il·legal. Aquesta història l'expliquen a diferents viles del comtat, però sembla que en realitat va passar en un llac anomenat The Crammer, a Devizes.

## Persones il·lustres
- Christopher Wren (1632 - 1723) científic

## Poblacions

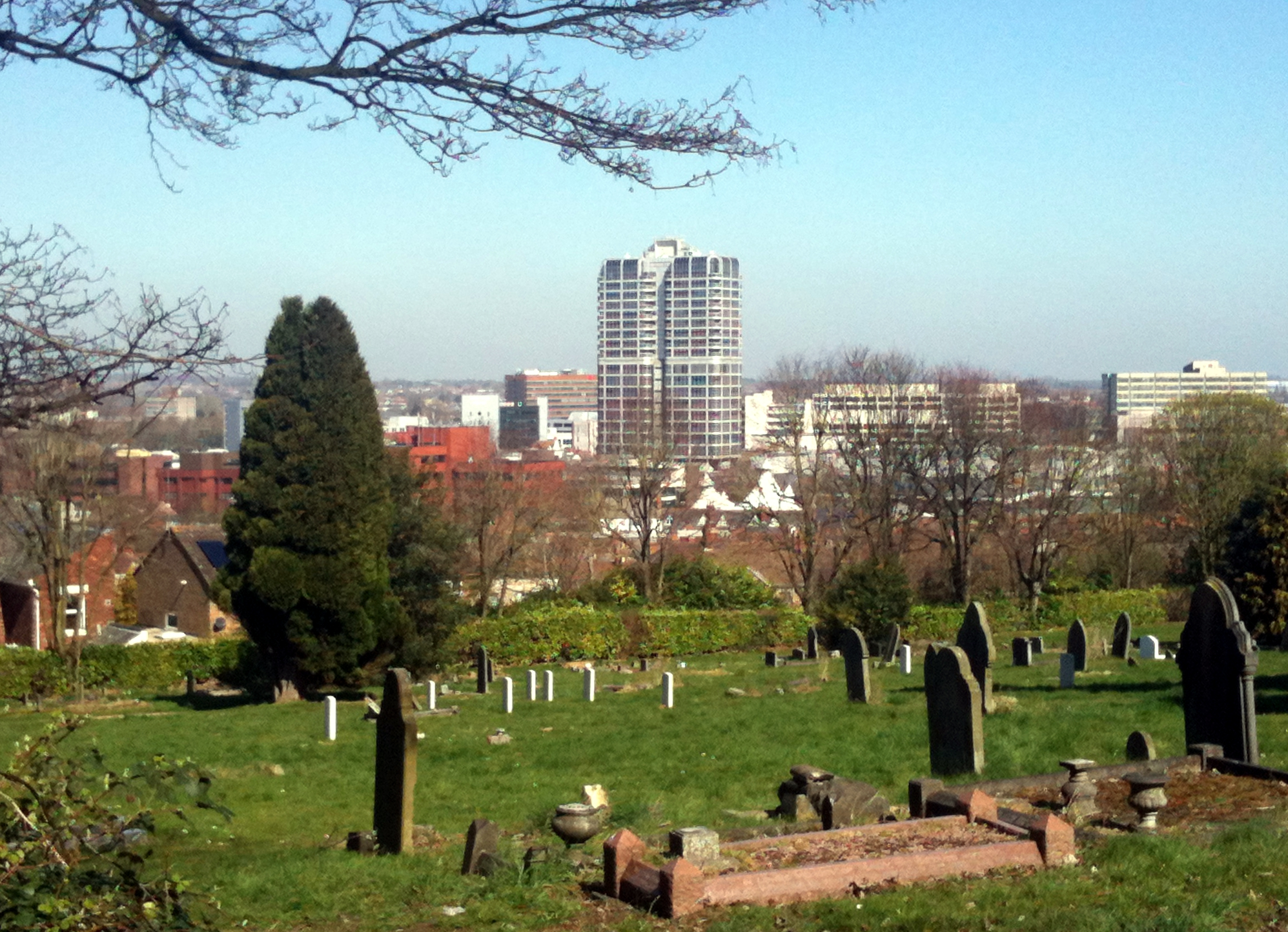
Swindon

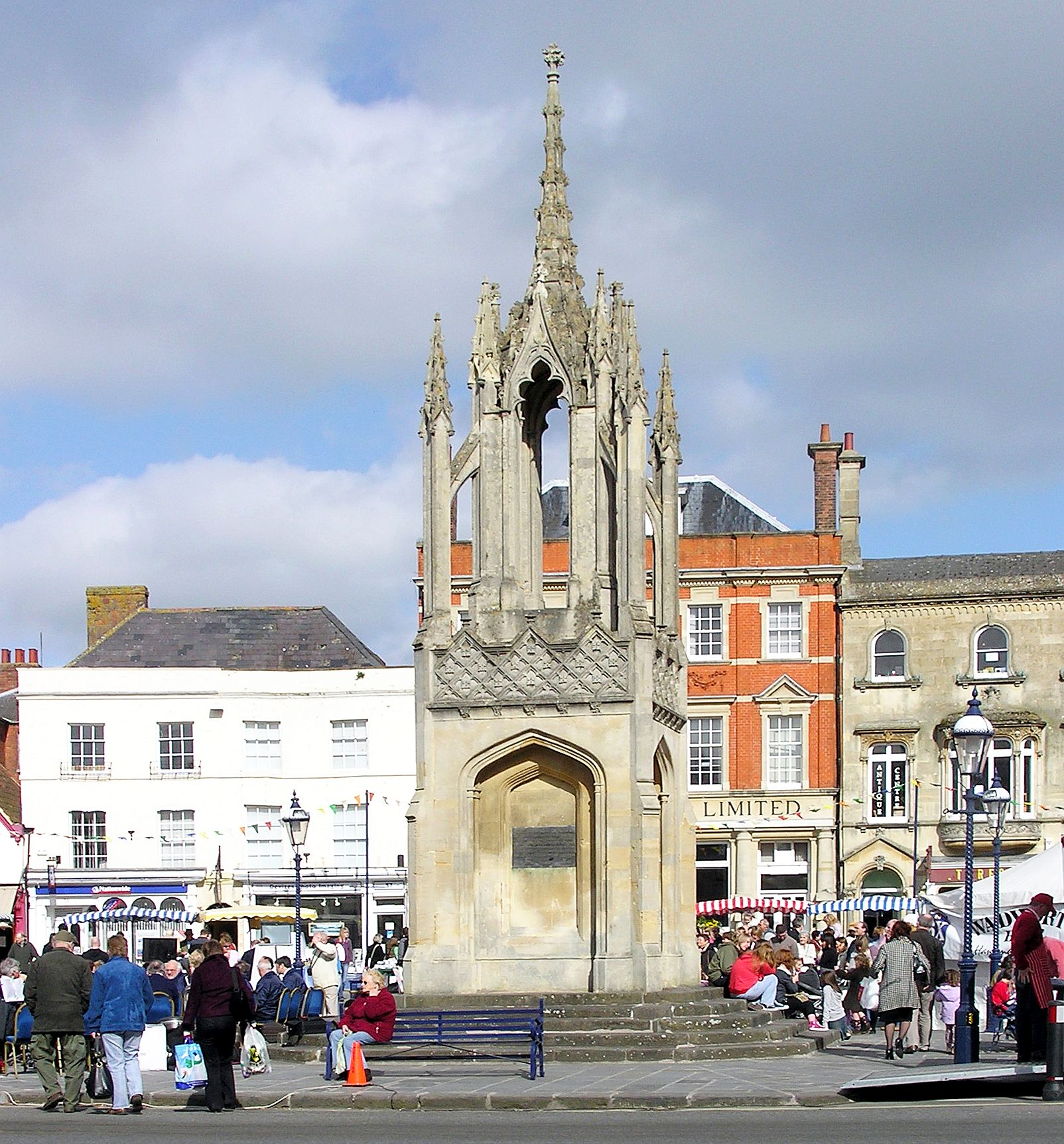
Devizes

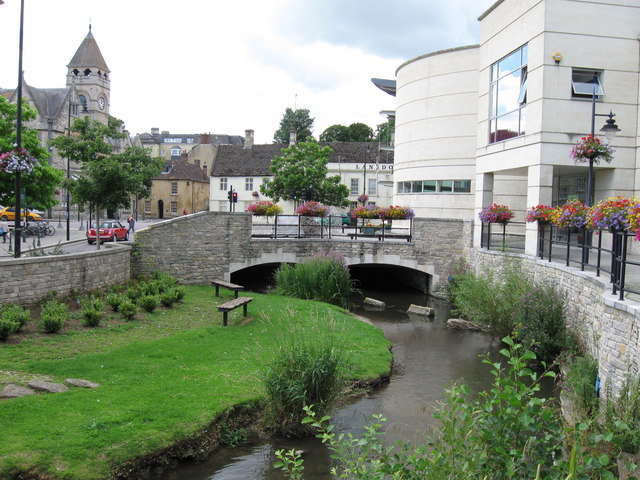
Calne

La següent llista són les poblacions amb major nombre d'habitants segons el cens del 2011:
- Swindon (182.441 hab)
- Salisbury (44.748 hab)
- Trowbridge (39.409 hab)
- Chippenham (35.800 hab)
- Melksham (19.357 hab)
- Devizes (18.064 hab)
- Warminster (17.490 hab)
- Calne (17.274 hab)
- Westbury (16.989 hab)

## Economia
Aquesta taula mostra l'evolució del valor afegit brut de Wiltshire, desglossat per sectors, amb valors expressats en milions de lliures esterlines. La suma dels valors parcials pot no coincidir amb el valor total a causa dels arrodoniments.
| any  | valor afegit brut regional | sector primari | sector secundari | sector terciari |
| ---- | -------------------------- | -------------- | ---------------- | --------------- |
| 1995 | 4.354                      | 217            | 1.393            | 2.743           |
| 2000 | 5.362                      | 148            | 1.566            | 3.647           |
| 2003 | 6.463                      | 164            | 1.548            | 4.751           |

L'economia de Wiltshire es beneficia del corredor M4 (que comunica Londres amb el sud de Gal·les), que atreu negocis, i de la bellesa del seu paisatge natural i de les seves viles. La zona nord del comtat és més rica que la sud, sobretot des que Swindon és la seu escollida per empreses internacionals com: Honda (enginyeria), Intel (microprocessadors), Motorola (telecomunicacions), Patheon (farmacèutica), Catalent (farmacèutica), Becton-Dickinson (instruments per a hospitals), WHSmith (supermercats), Early Learning Centre (joguines), Nationwide (construcció), Dyson (màquines d'aire: assecadors, aspiradors, etc). Wiltshire es caracteritza per tenir força llocs de treball en fàbriques de diversos tipus: aparells elèctrics, alimentació, begudes, mobles, goma, farmacèutica i plàstics, un percentatge superior a la mitjana nacional.
També hi ha un percentatge superior a la mitjana nacional en llocs de treball relacionats amb l'administració pública i defesa, degut als diversos establiments militars, els més importants a Amesbury i a Corsham. Hi ha bases militars de l'exèrcit de terra a: Tidworth, Bulford i Warminster; més al nord hi ha bases aèries: la RAF Lyneham. Wiltshire destaca per tenir una alta proporció de persones en edat de treballar econòmicament actives (86,6% el 1999–2000), i una baixa taxa de persones aturades. El producte interior brut a Wiltshire no va arribar a la mitjana del Regne Unit el 1998, i només va ser lleugerament inferior al de la regió sud-oest d'Anglaterra.

## Llocs d'interès
- Les restes neolítiques d'Avebury i de Stonehenge, patrimoni de la Humanitat.
- La catedral de Salisbury, del segle xiii, conté un exemplar de la Carta Magna.
- L'abadia de Lacock, antic monestir del segle xiii que va ser habilitat per fer de mansió.
- Wilton house, casa senyorial catalogada monument de grau I.
- Stourhead, casa senyorial amb jardins, d'estil pal·ladià.